# 虛構語言
虛構語言（Fictional languages）為一部分虛構設定的人工語言，例如在書籍或電影裡所虛構設定的語言。虛構語言的本意是為一個虛構世界而設定的語言，且通常為與它們相關聯的虛構世界予以更多的深度和合理性的表現來設計，並虛構出「外人」（alien）和「非外人」（dislocated）不同角色之間以虛構語言來進行溝通。
其中的一些語言，比如，出現在奇幻小说、另類的宇宙小說、地球未來之小說，或架空歷史小說等之虛構語言，被作為現代英語或其他自然語言的扭曲版本或方言，有的小說則是自己設計人工語言。

## 語言範例
語言範例包括如下：
- J·R·R·托尔金阿爾達的語言。[2]
- 乔治·奥威尔在一九八四的新語。[3]
- 瓦茨拉夫·哈维尔在小說備忘錄（The Memorandum）上的迪捷普語（The Memorandum/Ptydepe）[3]
- 敘澤特·海登·埃爾金（Suzette Haden Elgin）設計的密語拉丹語,以其隱蔽的手勢的形式，為小說系列母語（Native Tongue（Suzette Haden Elgin novel））的主要敘述核心。
- 伊恩·班克斯在文化系列 (小說)（Culture series）裡的馬拉因語。[4]
- 娥蘇拉·勒瑰恩在小說一無所有布拉維語（Pravic）。[3]
- 理查德·亚当斯在小說瓦特希普高原裡的拉賓語（Lapine language）[3]
- 諾米西語（Gnommish）源自約恩高富華（Eoin Colfer）小說阿蒂米斯·法爾(Artemis Fowl) (series)
- 喬治·R·R·馬丁在冰與火之歌小說、及所改編的電視影集冰與火之歌：權力遊戲的瓦雷利亞語言 (Valyrian languages)。

## 外部連結
- A Primer In SF XENOLINGUISTICS （页面存档备份，存于）, by Justin B. Rye
- Interstellar Communication, a collection of references